# Olympia-Schwimmhalle

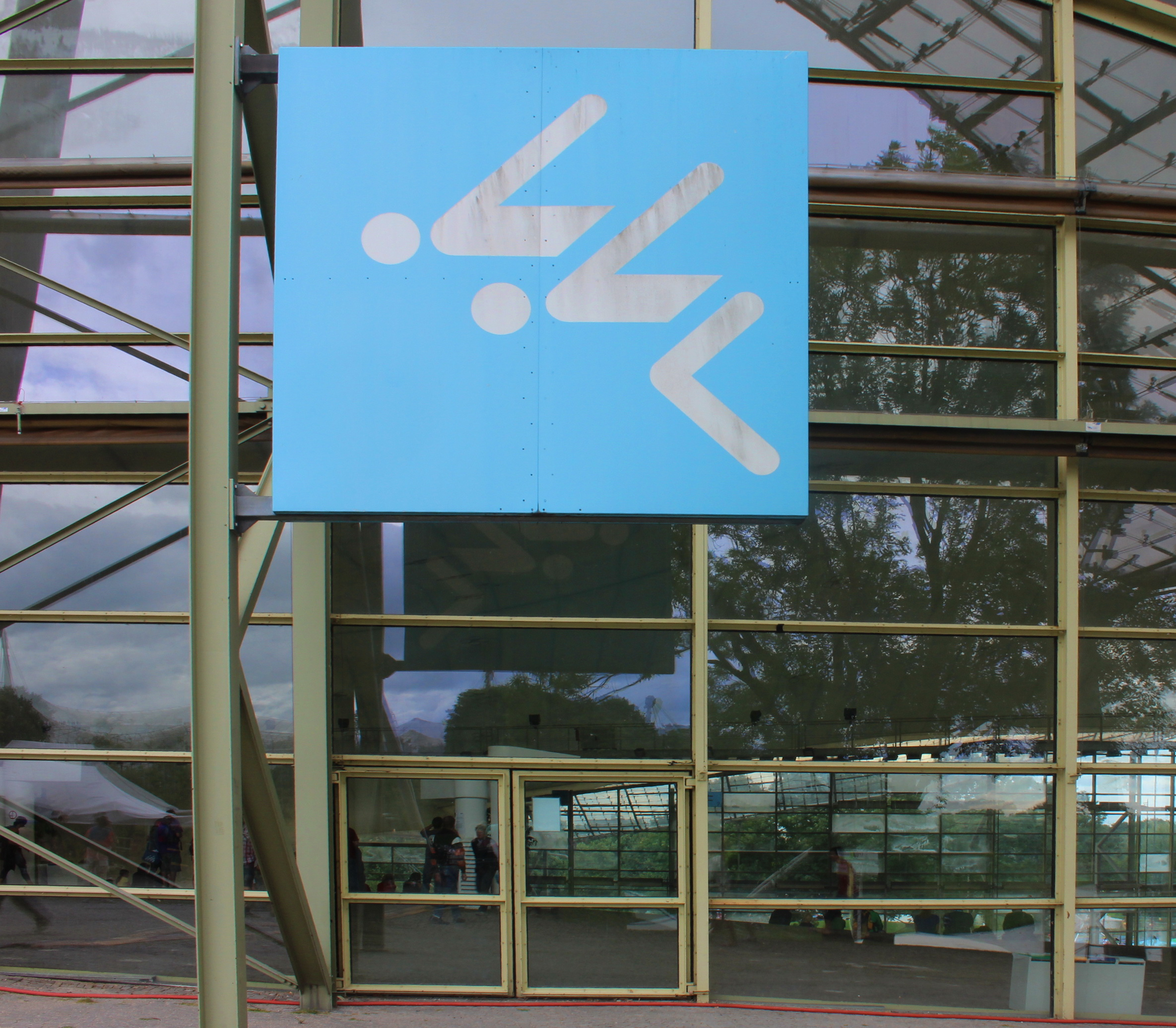
Schwimmerpiktogramm vor der Olympia-Schwimmhalle

Die Olympia-Schwimmhalle, auch bekannt als Olympiabad, ist eine Schwimmhalle im Münchner Olympiapark. Sie wurde anlässlich der Olympischen Sommerspiele 1972 gebaut und wird seit 2007 von den Stadtwerken München (SWM) betrieben.

## Lage und Anbindung

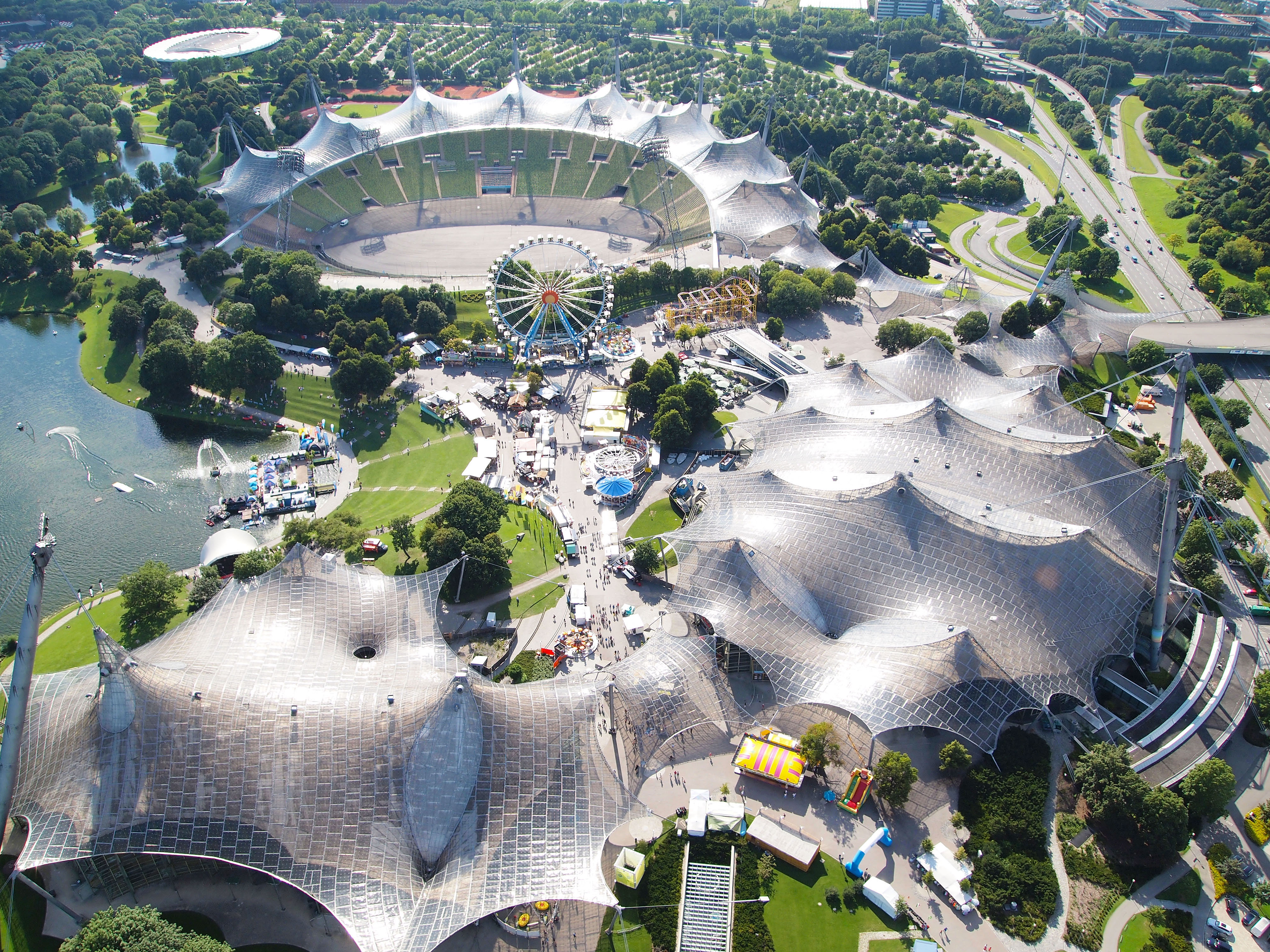
Olympiapark mit Ensemble aus Olympia-Schwimmhalle (links vorne), Olympiahalle (rechts) und Olympiastadion (hinten)

Die Schwimmhalle ist Teil des Olympiaparks von München, der sich auf dem Oberwiesenfeld im Bezirk Milbertshofen-Am Hart befindet. Das Bad liegt nördlich des Olympiasees und zwischen dem 200 Meter weiter westlich gelegenen Olympiastadion und dem 100 Meter weiter östlich gelegenen Olympiaturm am Coubertinplatz 1.
Der nächste U-Bahnhof, Olympiazentrum, ist 800 Meter nordwestlich vom Schwimmbad entfernt und wird durch die Linien U3 und U8 bedient. Der Haltepunkt wird zudem von einer Buslinie bedient.

## Geschichte
Die Olympia-Schwimmhalle wurde für die Olympischen Sommerspiele 1972 errichtet, bei denen alle olympischen Schwimm- und Sprungwettbewerbe sowie die Endspiele im Wasserball in ihr stattfanden. Dabei konnte der US-Amerikaner Mark Spitz sieben Goldmedaillen, jeweils in Weltrekordzeit, gewinnen, was bis dahin niemand vor ihm gelang. Ein Jahr nach den Olympischen Spielen öffnete die Olympiapark München GmbH die Schwimmhalle für den öffentlichen Badebetrieb. 2007 übernahmen die SWM die Schwimmhalle von der Olympiapark München GmbH als Betreiber.
Noch heute finden in der Schwimmhalle deutsche Meisterschaften, Olympia-Qualifikationen und das Training zahlreicher Schwimmsportler statt. Auch das TV total Turmspringen wurde – mit Ausnahme der Jahre 2005 und 2006 – von 2004 bis 2015 jährlich in der Schwimmhalle ausgetragen.
In den Jahren 2017 bis 2019 erfolgte eine Generalsanierung. Mitte März 2019 stand die Olympia-Schwimmhalle wieder in vollem Umfang zur Verfügung und es können das Wettkampf- und Lehrschwimmbecken, das Sprungbecken und der neue Kinderplanschbereich genutzt werden. Am 15. November 2019 erfolgte die Öffnung der übrigen Bereiche.

## Beschreibung
Das Dach der vom Architekturbüro um Günter Behnisch entworfenen Schwimmhalle ist ein Teil des Olympia-Zeltdachs, das auch Teile des Olympiastadions und der Olympiahalle überdacht. Für die olympischen Wettkämpfe wurde eine provisorische Stahlrohrtribüne mit Foliendach an der Ostseite für ca. 7.000 Sitzplätzen errichtet, welche anschließend wieder entfernt wurde, da für die nacholympische Nutzung eine Tribüne mit ca. 2.000 Sitzplätzen als ausreichend erachtet wurde.
Neben einem Indoorbad bietet das Schwimmbad eine Liegewiese, eine Sauna und für Mitglieder das M-Fitnesscenter Olympia-Schwimmhalle. Auf dem Gelände befinden sich insgesamt sechs Becken mit 2.300 Quadratmeter Wasserfläche. Zwei 50-Meter-Bahnen sind für Sportschwimmer reserviert.
Neben einem Nichtschwimmerbereich gibt es einen Planschbereich und einen 20 Quadratmeter großen Whirlpool. Ein 10-Meter-Sprungturm mit fünf Plattformen und sieben Sprungbrettern befindet sich ebenfalls im Hallenbereich. Für Großveranstaltungen hat das Stadion eine Zuschauertribüne.
Das Schwimmbad verfügt über zahlreiche Saunen, die auf unterschiedliche Temperaturen geheizt werden. Die Bäder und Saunen sind täglich geöffnet, dienstags ist die Sauna Damen vorbehalten. Die Olympia-Schwimmhalle wird von der ZHS genutzt.
Ausgewählte Sportler werden im Munich Olympic Walk of Stars verewigt.
Auf der Freifläche, der Liegewiese der Olympia-Schwimmhalle findet im Sommer das Kino am Olympiasee statt. Es unterstützt den Verein BISS e. V. (der Erlös von am Eingang gesammelten Pfandflaschen wird gespendet) sowie Kulturraum e. V. (bedürftigen Münchnern und Asylbewerbern wird der Besuch von Kulturveranstaltungen ermöglicht).